# ماثيو سكوت (لاعب دوري الرغبي)
ماثيو سكوت (بالإنجليزية: Matthew Scott)‏ هو لاعب دوري الرغبي أسترالي، ولد في 30 يوليو 1985 في لونغريتش في أستراليا.

## روابط خارجية
- ماثيو سكوت على موقع ItsRugby.co.uk (الإنجليزية)